# Marietta (Oklahoma)
Marietta é uma cidade localizada no estado norte-americano de Oklahoma, no Condado de Love.

## Demografia
Segundo o censo norte-americano de 2000, a sua população era de 2445 habitantes.
Em 2006, foi estimada uma população de 2551, um aumento de 106 (4.3%).

## Geografia
De acordo com o United States Census Bureau tem uma área de
6,2 km², dos quais 6,2 km² cobertos por terra e 0,0 km² cobertos por água.

## Localidades na vizinhança
O diagrama seguinte representa as localidades num raio de 32 km ao redor de Marietta.